# Notoplites jeffreysii
Notoplites jeffreysii is een mosdiertjessoort uit de familie van de Candidae. De wetenschappelijke naam van de soort is, als Menipea jeffreysii, voor het eerst geldig gepubliceerd in 1868 door Norman.